# Рахманін Сергій Іванович
Сергі́й Іва́нович Рахма́нін  (* 17 квітня 1969, Харків) — народний депутат України IX скликання, фізична особа-підприємець, який фактично працював першим заступником головного редактора газети «Дзеркало тижня», член Всеукраїнської комісії з журналістської етики з вересня 2001 року. Ексголова фракції партії «Голос» у Верховній Раді України. Колишній автор і ведучий програми «Гра у класику» на телеканалі ZIK, співпрацю з яким Рахманін припинив після купівлі телеканалу Тарасом Козаком.

## Біографія
Народився 17 квітня 1969 року в Харкові. У 1983—1987 роках працював позаштатним кореспондентом київської газети «Молода гвардія», у 1989—1990 роках — її постійним позаштатним кореспондентом, у 1991—1992 роках — її кореспондентом.
У 1986 році вступив на факультет журналістики Київського університету імені Т. Шевченка, який закінчив у 1993 році. Служив в армії.
У 1992 році був кореспондентом журналу «Ранок». З 1992 до 1998 року працював репортером, кореспондентом, спецкором, заступником редактора редакції політики, редактором редакції політики, заступником головного редактора газети «Київські відомості».
З жовтня 1998 року — редактор відділу політики газети «Дзеркало тижня».
З 12.10.2001 по 27.06.2019 роках був фізичною особою-підприємцем, основним видом діяльності — індивідуальна мистецька діяльність (Код КВЕД 90.03).
У 2001 році виступив співзасновником громадської організації «Хартія-4». У 2002—2003 роках був членом журналістського страйкому.
Автор книги «Руки, качающие колыбель демократии» (2002), сценарію документального фільму «Незалежність. Український варіант» (2003).
У липні 2012 року після прийняття законопроєкту «Про засади державної мовної політики» оголосив голодування. Під час сутичок біля Українського дому в нього стався серцевий напад.
З червня 2014 по червень 2019 року веде на телеканалі ZIK програму «Гра у класику».
04.08.2014 року разом зі Святославом Вакарчуком та іншими став співзасновником Громадської організації «Люди Майбутнього».
Був помічником на громадських засадах у народних депутатів України: Мусіяки Віктора Лаврентійовича та Філенка Володимира Пилиповича.
Кандидат у народні депутати від партії «Голос» на парламентських виборах 2019 року, № 8 у списку.
Голова депутатської фракції партії «Голос». Член Комітету Верховної Ради з питань національної безпеки, оборони та розвідки. Член Постійної делегації у Парламентській асамблеї Організації з безпеки та співробітництва в Європі.

## Родина
Дружина Кіра Юріївна Івашова, дві дочки: Варвара (1996) та Юстина (2005)

## Нагороди
Лауреат Всеукраїнського фестивалю журналістики (1997).
Переможець загальнонаціональної програми «Людина року — 99» в номінації «Журналіст року».
Переможець Всеукраїнського фестивалю журналістики (1999).
Лауреат програм «Людина року — 97», «Людина року — 2001».
Переможець конкурсу «Журналістська думка» (2001), лауреат конкурсу «Журналістська думка» (2002).
Лауреат першого загальноукраїнського конкурсу політичної сатири «Золота ратиця» (2002).
Лауреат премії ім. Олександра Кривенка «За поступ у журналістиці» (2004).
Лауреат премії Телетріумф в номінації «Дебют» (2008).